# Leucopis rosanovi
Leucopis rosanovi är en tvåvingeart som beskrevs av Tanasijtshuk 1986. Leucopis rosanovi ingår i släktet Leucopis och familjen markflugor.
Artens utbredningsområde är Kazakstan. Inga underarter finns listade i Catalogue of Life.